# 読売新聞大阪本社
株式会社読売新聞大阪本社（よみうりしんぶんおおさかほんしゃ）は、京阪神など近畿地方と中国（山口県は除く）、四国、福井県並びに三重県伊賀地方向けに読売新聞を印刷・発行する読売新聞の地域本社である。読売新聞東京本社、読売新聞西部本社と共に読売新聞グループ本社の子会社の一つである。

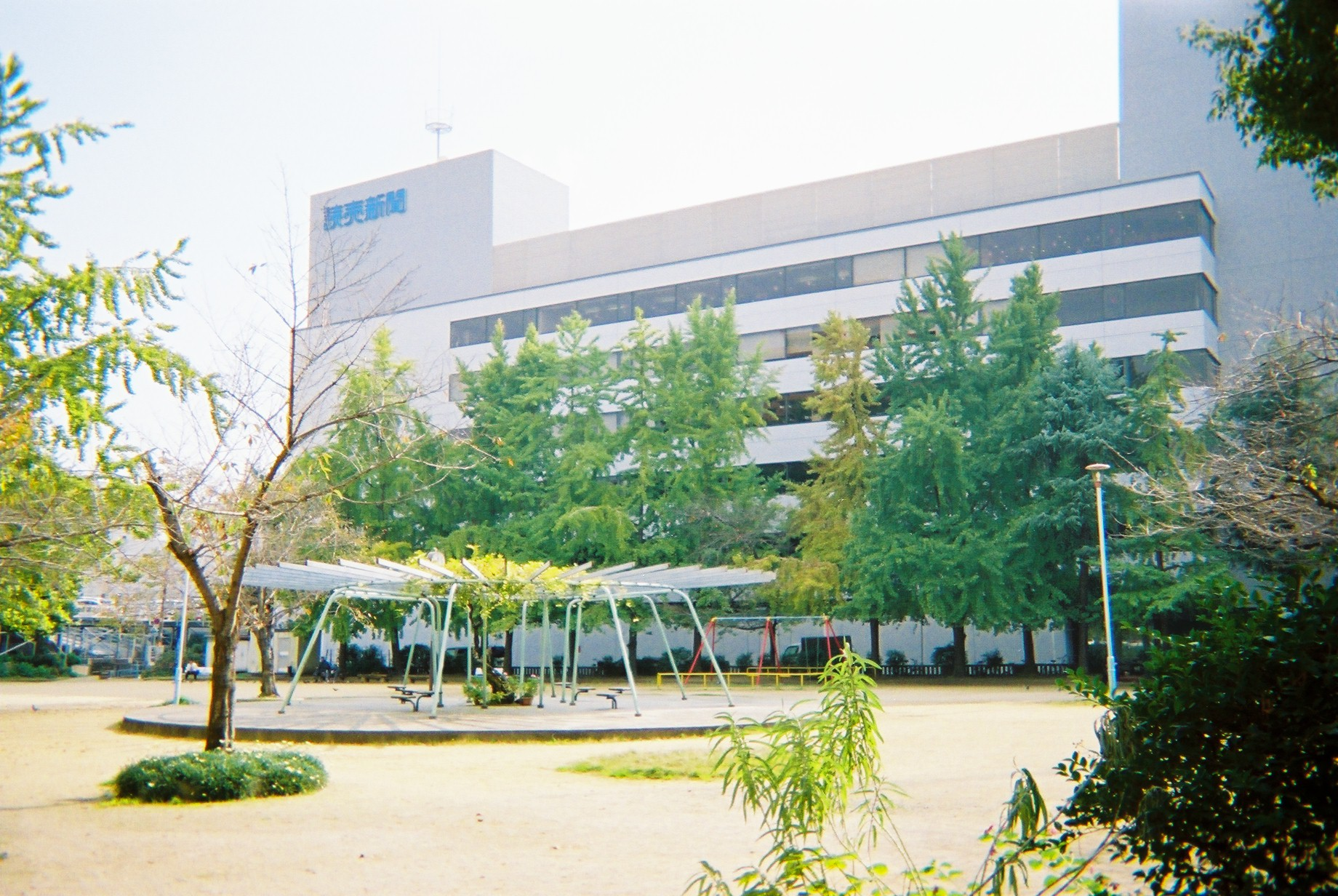
読売新聞大阪本社東館（大阪市北区野崎町8）。読売大阪ビルが出来るまでは本社としての機能を持っていた。現在も編集・制作部門と印刷工場がこのビルに入居する。

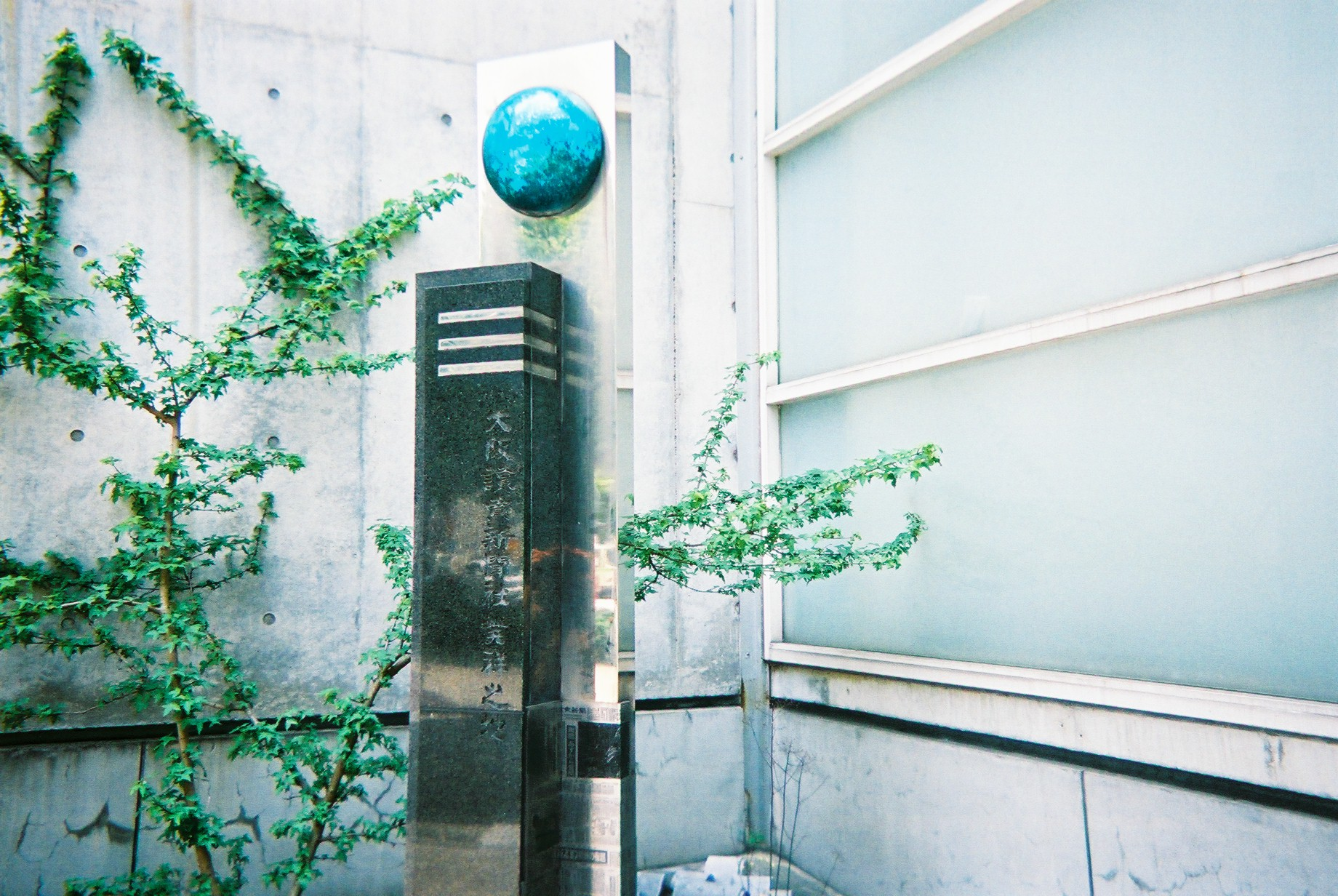
読売新聞が大阪で印刷を始めた最初の場所に設置された「大阪讀賣新聞社発祥之地」のモニュメント。大阪讀賣新聞の創刊号（1952年11月25日付）の一面が焼き付けられている。（大阪市北区野崎町、現在のライフ太融寺店に設置）

## 歴史
1952年（昭和27年）11月25日、大阪府大阪市北区野崎町で「大阪讀賣新聞」の第一号を発刊した。東京の読売新聞社（現・読売新聞東京本社）とは別会社・別法人による「株式会社大阪讀賣新聞社」によって「讀賣新聞」が関西に進出し、全国紙としての体制を整えた。1953年（昭和28年）4月1日付から、題字から「大阪」を外し、東京と同じ「讀賣新聞」の題号で発行。1971年から「読売新聞大阪本社」の呼称を使用。

### 創刊までの経緯
1874年に東京で創刊され、東日本のブロック紙として急成長を遂げた読売新聞は、関西では創刊から間もない明治初期、大阪に支店を、京都と神戸に売捌所（うりさばきしょ）を設置したことがあった。こうした経緯があったことから、戦前、当時の読売社長の正力松太郎は大阪にも読売新聞の発行本社を置くことを計画。大阪時事新報を買収したが、大東亜戦争（太平洋戦争、第二次世界大戦）下の新聞統制に遭い、同紙は西日本の50余りの競合紙と共に大阪新聞（現・産経新聞）に統合されたことで大阪進出は白紙となった。
戦後間もない頃、大阪進出を本格化させる計画が始まった。"読売の大番頭"と呼ばれた務臺光雄が元読売新聞社会部記者で、「アサヒ芸能新聞社」（現・徳間書店。『週刊アサヒ芸能』）を経営していた竹井博友を呼び、大阪の拠点となる社屋の用地探しに回った。そのうち、阪神電気鉄道の仲介で大阪市北区野崎町に社屋に絶好の土地があると報告され、務臺がその土地を実地検分した際、野崎町に社屋を建てることを決めた。1951年7月28日、「新大阪印刷株式会社」という"覆面会社"（今日の持株会社設立時の事業会社の「分割（設立）準備会社」に同義）が設立された。
その頃、新聞の専売制度が義務付けられ、務台は大阪を地盤とする朝日新聞社の村山長挙、毎日新聞社（現・毎日新聞グループホールディングス）の本田親男両社長に読売の大阪進出を説明し、両社の了解を得た。そして、1952年10月5日、「新大阪印刷」は「大阪讀賣新聞社」と商号を変更。務臺は大阪読売の初代社長に、竹井は工務局長に就任し、近畿・中国・四国の有力新聞社から中堅の記者をスカウトし、新聞発行の基礎を固めた。そして、同年11月25日付朝刊から、大阪読売の発行が始まった。ちなみに、大阪読売が創刊されるまでの読売新聞本社の大阪支社は、上述の経緯で読売と報道協力を結んでいた大阪新聞社（産経新聞大阪本社）内にあった。

### 販売店の名称
大阪管内の読売新聞販売店は「販売所」「専売所」と呼ばず、「直配所」と呼んでいた。なお、その後制定された新聞販売店の愛称は当初大阪本社独自ブランドの「読売IC（読売インフォメーションセンター）」（大阪以外の各本社管轄地域は「YSC（読売サービスセンター）」）だったが、2000年の創刊125周年記念を契機に現在の全国統一ブランド・「YC」に変更され今日に至っている。

### 大阪読売の"九州版"
創刊当初は、朝日新聞・毎日新聞が西部本社の管轄地域である九州地方全県と山口県・島根県石見地方でも夕方締め切りの大阪読売の朝刊早版（九州版・山口版）を発売していた。大阪で発行された九州版は、読者の元に届く時間は昼過ぎの地域もあった。九州版は、名前の通り九州全県の地元ニュースを1つのページにまとめたものだった。九州版の部数は1万部弱だったものの、大分県では大阪読売の読者が5軒に1軒の割合で多かった。1964年9月、読売が西部本社版を北九州市で現地印刷を行うまで発行された。創刊当初は大阪版の紙面原稿を西部本社にファクシミリで送信したものを利用し、それを西部本社で製版していた（西部本社は2004年1月1日に福岡市に移転）。

### 読売テレビ設立
大阪讀賣新聞社は、讀賣テレビ放送（読売テレビ(ytv)）の設立にも関わった。当時の大阪読売社長・務臺光雄は「大阪にも読売系列のテレビ局を持つことが必要」と、務臺が発起人代表となって関西の財界から発起人集めを行い、1957年2月、「新大阪テレビ放送」の社名で郵政省に免許を申請し、1957年10月に予備免許が交付された。1958年2月12日に会社設立、8月1日付で「讀賣テレビ放送」と社名を変更し、正力松太郎が設立した日本テレビ放送網（日テレ(NTV)）をキー局とする日本テレビ系地方ネット局（ステーション・ネット）第1号として1958年8月28日に開局。読売テレビの開局は大阪読売の部数増に繋がった。

### 関西でも発行部数首位に
1970年代に入ってから、朝日・毎日・産経新聞といった大阪では老舗の全国紙と拡販競争を展開し、朝日・毎日・産経を抜いて大阪管内の全国紙で発行部数1位になった。

### グループ再編
2002年7月1日、読売新聞グループの再編で、東京の株式会社読売新聞社は「株式会社読売新聞グループ本社」（持株会社）と「株式会社読売新聞東京本社」（東日本の読売新聞地域本社）の2つに分割され、大阪本社は株式交換により登記上の商号を「株式会社大阪讀賣新聞社」から「株式会社読売新聞大阪本社」に変更し、読売新聞グループ本社の完全子会社となった。
これにより、大阪本社も純粋な事業会社化され、同社が所有していた放送局などの株式についても全てグループ本社に移された。また事業会社化以降、同業他社との提携による印刷拠点の多様化も進めており、これに絡み西部本社から島根県全域（特に最後まで残った旧石見国）に関する取材・発行業務の完全移譲が実施された。

### 大阪府と包括連携協定を締結
2021年12月、大阪府庁と8分野で包括連携協定を結ぶことを決定。具体的な分野は以下の通り。
1. 教育・人材育成
2. 情報発信
3. 安全・安心
4. 子ども・福祉
5. 地域活性化
6. 産業振興・雇用
7. 健康
8. 環境

## 会社情報

### 本社所在地
- 大阪市北区野崎町5-9 読売大阪ビル　郵便番号530-8551
なお、スポーツ報知を発行する報知新聞社の大阪本社が2008年元日より読売大阪ビルに移転し、これでデイリースポーツ（神戸新聞系。ただし、紙面や印刷面での提携を結ぶ日本経済新聞宅配所での販売もある）を除く全国発行のスポーツ紙の大阪本社は全て親会社の大阪本社に社屋を構えることになったが、日刊スポーツはその後新朝日ビルディング建て替えのため2009年元日に福島区「阪神ダイヤビル」に移動したため、この事例は1年で崩れるも、2013年1月に新朝日ビル跡に建設された中之島フェスティバルタワー（東棟）に移転して、この事例は復活している。

### 業績推移
| 決算年度 | 売上高  | 経常利益 | 当期純利益 |
| -------- | ------- | -------- | ---------- |
| 2005年度 | 110,179 | 4,400    | 8,734      |
| 2006年度 | 108,857 | 4,629    | 2,603      |
| 2007年度 | 107,909 | 3,942    | 2,234      |
| 2008年度 | 102,793 | 418      | 136        |
| 2009年度 | 99,031  | 2,261    | ▲668       |
| 2010年度 | 97,679  | 2,725    | 2,231      |
| 2011年度 | 97,243  | 5,120    | 2,469      |
| 2012年度 | 96,931  | 5,699    | 3,319      |
| 2013年度 | 95,823  | 5,680    | 3,592      |
| 2014年度 | 90,149  | 4,973    | 2,628      |
| 2015年度 | 87,517  | 4,176    | 2,632      |
| 2016年度 | 85,576  | 4,916    | 3,257      |
| 2017年度 | 83,063  | 5,028    | 3,326      |
| 2018年度 | 81,053  | 3,600    | 2,132      |
| 2019年度 | 79,893  | 3,100    | 2,337      |
| 2020年度 | 72,644  | ▲853     | ▲498       |
| 2021年度 |         |          |            |
| 2022年度 | 47,082  | 1,067    | 708        |
| 2023年度 | 43,647  | ▲1,888   | 477        |
| 2024年度 | 41,449  | ▲1,021   | ▲799       |

※単位：百万円

### 歴代社長
|      | 氏名     | 在任期間              | 備考 |
| ---- | -------- | --------------------- | ---- |
| 初代 | 務臺光雄 | 1952年10月 - ？       |      |
|      | 老川祥一 | 2005年6月 - 2007年6月 |      |
|      | 中村仁   | 2007年6月 - 2011年6月 |      |
|      | 太田宏   | 2011年6月 - 2015年6月 |      |
|      | 弘中喜通 | 2014年6月 - 2015年6月 |      |
|      | 杉山美邦 | 2015年6月 - 2017年6月 |      |
|      | 溝口烈   | 2017年6月 - 2020年6月 |      |
|      | 柴田岳   | 2020年6月 - 2024年6月 |      |
|      | 田中隆之 | 2024年6月 - 現職      |      |

## 総局・支局

### 総局
- 京都、神戸、広島、高松

### 支局
近畿（福井・三重含む）
- 福井
- 伊賀上野（伊賀市）
- 大津、彦根
- 舞鶴、学研都市（木津川）
- 堺、泉佐野
- 阪神（尼崎）、姫路、豊岡、洲本、三田
- 奈良
- 和歌山

中国・四国
- 鳥取、米子
- 松江
- 岡山、倉敷
- 福山、呉
- 徳島
- 松山
- 高知

※なお、三重県の津、四日市支局は中部支社（実質的には東京本社）の管轄。

## 印刷工場
大阪本社管内は、読売新聞社が直接出資、または外部合弁会社に印刷を委託している。
（株）読売大阪プリントメディア
- 大阪（大阪本社東館内）
- 高石

関西図書印刷（株）
- 茨木
- 京都（八幡市）
- 神戸

メディアプレス瀬戸内(株）
- 尾道
- 坂出

坂出工場では2011年12月から朝日新聞（大阪本社版）の四国向け新聞の受託印刷を開始した。また産経新聞（大阪本社版）の四国4県向け新聞も受託印刷している。以前は産経の岡山工場で岡山・広島向け読売新聞への委託印刷を行っていたが、メディアプレス瀬戸内・尾道工場の完成に伴い委託を解消している。

## 地方版

### 近畿地方
大阪府
- 大阪市内版
- 北摂版
- 河内版
- 堺・泉州版

京都府
- 京都山城版
- 京都両丹版

兵庫県
- 神戸三田版
- 阪神版
- 明石三木版
- 東播磨版
- 姫路播磨版
- 但馬丹波版
- 淡路版

その他の県版
- 滋賀版
- 奈良版
- 和歌山版
- 伊賀版
- 福井版

### 中国・四国地方
広島県
- 広島版
- 備後版

その他の県版
- 鳥取版
- 島根版
- 岡山版
- 徳島版
- 香川版
- 愛媛版
- 高知版

## 番組表
※1994年3月までは、大阪本社独自の編集だったが、同4月以後は番組表のレイアウトを踏襲しつつ、東京本社（北海道・中部支社含む）、西部本社、系列のスポーツ報知と同様に東京ニュース通信社配信の番組表の掲載となった。
※朝刊テレビ面・フルサイズ局の時刻軸の午前6時台までに放送される番組は、2011年7月23日まで大阪以外の各本社・支社の版では「早朝」と書かれているが、大阪版のみ「6（時台）」としてひとまとめに書かれていた。地デジ統合によるレイアウト変更に伴い、7月24日以後は他の本社と同じく「早朝」となっている。
※2009年3月30日付よりNHK総合の配列が左から1列目（これまでは2列目）に変更された。また2011年3月でNHKのBSが2チャンネルに再編されたためNHKハイビジョンのあった箇所は2011年7月23日までBSの見どころ記事に変更。7月24日以後はレイアウト変更で右端から2行に衛星各局を掲載。
※2012年4月1日付よりBSデジタル放送の増加（その多くはCSからBSに移行）に伴い、ラジオ欄は各版共通でNHK3波のみハーフサイズ、民放は中波・FM共1/4サイズの掲載に変更された。

### 朝刊

#### 大阪・阪神版
最終面
- 地上波フルサイズ…NHKテレビ、NHK Eテレ、MBSテレビ、ABCテレビ、カンテレ、読売テレビ、テレビ大阪
- 地上波ハーフサイズ…サンテレビ、京都テレビ（2011年7月24日のレイアウト変更により、サンと京都（その他の地区の一部ハーフサイズ収録局も）は解説欄の右側に移設した）

中面
- 地上波ハーフサイズ…テレビ和歌山、奈良テレビ、西日本テレビ、RSKテレビ
- FM…FM大阪、FM802、Kiss FM、α-Station、e-radio、FM COCOLO
- AM…関西 CRK、ABC 朝日、エムラジ MBS、大阪 OBC、京都 KBS、和歌山 WBS、RSK 山陽、西日本 RNC

#### 神戸版
最終面
- 地上波フルサイズ…NHKテレビ、NHK Eテレ、MBSテレビ、ABCテレビ、カンテレ、読売テレビ、サンテレビ
- 地上波2/3サイズ…テレビ大阪（2列にまたいで掲載）

※兵庫県内ではNHK総合は大阪基準の番組表を掲載しているが、地域版には「NHKローカル」というタイトルで当日の『リブラブひょうご』（2019年3月までは『ニュースKOBE発』）の放送予定が掲載されている（掲載しない日もある）。『リブラブひょうご』以外のNHK神戸局差し替えの番組は掲載されず、番組表には「【兵庫は別番組】」などと記載される。
中面
テレビ・ラジオ共、大阪・阪神版と同一

#### 京都版
※セット版地域と統合版地域（京都府北部）では収録する番組表が一部異なっている。
全府共通
最終面
- 地上波フルサイズ…NHKテレビ、NHK Eテレ、MBSテレビ、ABCテレビ、カンテレ、読売テレビ、京都テレビ

京都府南部（京都市・宇治市等）
最終面
- 地上波2/3サイズ…テレビ大阪（2列にまたいで掲載）

中面
- 地上波ハーフサイズ…サンテレビ、びわ湖放送、奈良テレビ、テレビ和歌山
- ラジオ（FM・AMとも）…大阪・阪神版と同一

京都府北部（福知山市・舞鶴市他）
最終面
- 地上波ハーフサイズ…テレビ大阪、奈良テレビ

中面
- 地上波ハーフサイズ…サンテレビ、びわ湖放送、東海テレビ、中京テレビ
- FM…大阪・阪神版と同一
- AM…関西 CRK、ABC 朝日、エムラジ MBS、大阪 OBC、京都 KBS、和歌山 WBS、CBC 中日、東海 SF

#### 滋賀版
最終面
- 地上波フルサイズ…NHKテレビ、NHK Eテレ、MBSテレビ、ABCテレビ、カンテレ、読売テレビ、びわ湖放送
- 地上波ハーフサイズ…京都テレビ、テレビ大阪

中面（滋賀・奈良・和歌山）
- 地上波ハーフサイズ…サンテレビ、東海テレビ、中京テレビ、CBCテレビ
- FM…FM大阪、FM802、e-radio、α-Station、Kiss FM、FM COCOLO
- AM…京都府北部と同一

#### 奈良版
最終面
- 地上波フルサイズ…NHKテレビ、NHK Eテレ、MBSテレビ、ABCテレビ、カンテレ、読売テレビ、テレビ大阪
- 地上波ハーフサイズ…京都テレビ、奈良テレビ

中面
テレビ・ラジオ共、滋賀版と同一（滋賀・奈良・和歌山）。

#### 和歌山版
最終面
- 地上波フルサイズ…NHKテレビ、NHK Eテレ、MBSテレビ、ABCテレビ、カンテレ、読売テレビ、テレビ和歌山
- 地上波ハーフサイズ…テレビ大阪、奈良テレビ

中面
テレビ・ラジオ共、滋賀版と同一（滋賀・奈良・和歌山）
※地デジ完全移行前は中京広域圏（テレビ愛知除く）の放送についてもすべてハーフサイズで、最終頁にCBCテレビと三重テレビ、中面（滋賀・奈良・和歌山共通）には東海テレビ、メ〜テレ、中京テレビを収録していたが、地デジ移行後、メ～テレは省略された。

#### 伊賀版
最終面
- 地上波フルサイズ…NHKテレビ（大阪）、NHK Eテレ（同）、MBSテレビ、ABCテレビ、カンテレ、読売テレビ
- 地上波ハーフサイズ…三重テレビ、メ〜テレ、東海テレビ
- 地上波1/4サイズ…中京テレビ、CBCテレビ

中面
- 地上波ハーフサイズ…NHKテレビ中部、NHKEテレ中部（三重県伊賀地方が津局（総合）、名古屋局（Eテレ）のエリアであるのに配慮して名古屋基準の番組表も掲載）、サンテレビ、テレビ大阪
- FM…FM大阪、FM802、α-Station、e-radio、FM三重、FM COCOLO
- AM…滋賀版と同一

※三重県については生活圏や発行管轄エリアの違い（伊賀地方が大阪本社、熊野・東紀州を含めたそれ以外が中部支社）の関係で、収録する番組表が一部異なっている。
※中部支社管轄の熊野・東紀州地域版も民間放送を含め大阪の放送局を基準として掲載している（テレビ大阪は除く）が、こちらはNHK名古屋・津放送局を基準とした番組表は掲載されていない（中頁のラジオについては中部支社共通のレイアウトであるため名古屋基準である）。またテレビ愛知を除く中京広域圏の民間放送と三重テレビはハーフサイズ以下で最終頁に載せている。

#### 福井版
最終面
- 地上波フルサイズ…NHKテレビ、NHK Eテレ、FBCテレビ、福井テレビ、HAB、MROテレビ
- 地上波2/3サイズ…京都テレビ
- 地上波ハーフサイズ…びわ湖放送、MBSテレビ、ABCテレビ

中面
- 地上波ハーフサイズ…テレビ金沢、石川テレビ、カンテレ、読売テレビ
- FM…FM福井、FM大阪、FM802、α-Station、e-radio、FM COCOLO
- AM…FBC 福井、MRO 北陸、関西 CRK、京都 KBS、ABC 朝日、エムラジ MBS、大阪 OBC、BSS 山陰

#### 鳥取版
最終面
- 地上波フルサイズ…NHKテレビ、NHK Eテレ、日本海テレビ、BSS、TSKさんいん中央、ABCテレビ、サンテレビ
- 地上波ハーフサイズ…瀬戸内海テレビ、RSKテレビ

#### 島根版
最終面
- 地上波フルサイズ…NHKテレビ、NHK Eテレ、日本海テレビ、BSS、TSKさんいん中央、広島ホームテレビ
- 地上波ハーフサイズ…サンテレビ、広島テレビ、RCCテレビ、テレビ新広島

#### 岡山版
最終面
- 地上波フルサイズ…NHKテレビ、NHK Eテレ、西日本テレビ、瀬戸内海テレビ、RSKテレビ、OHKテレビ、TSCテレビせとうち
- 地上波ハーフサイズ…カンテレ、読売テレビ

中面
- 地上波ハーフサイズ…サンテレビ、RCCテレビ、広島テレビ、広島ホームテレビ
- FM…FM岡山、FM香川、広島FM、Kiss FM、FM大阪、FM802
- AM…RSK 山陽、西日本 RNC、RCC 中国、BSS 山陰、関西 CRK、ABC 朝日、エムラジ MBS、大阪 OBC

#### 広島・備後版
最終面
- 地上波フルサイズ…NHKテレビ、NHK Eテレ、RCCテレビ、広島テレビ、広島ホームテレビ 、テレビ新広島
- 地上波ハーフサイズ…南海テレビ、テレビ愛媛、RSKテレビ、TSCテレビせとうち

中面
- 地上波ハーフサイズ…西日本テレビ、瀬戸内海テレビ、OHKテレビ、愛媛朝日
- FM…広島FM、FM愛媛、FM岡山、FM香川、FM山陰、Kiss FM
- AM…RCC 中国、南海 RNB、RSK 山陽、西日本 RNC、BSS 山陰、関西 CRK、ABC 朝日、エムラジ MBS

#### 徳島版
最終面
- 地上波フルサイズ…NHKテレビ、NHK Eテレ、四国テレビ、MBSテレビ、ABCテレビ、カンテレ、読売テレビ
- 地上波ハーフサイズ…サンテレビ、テレビ大阪

中面（高知・徳島）
- 地上波ハーフサイズ…西日本テレビ、瀬戸内海テレビ、RSKテレビ、テレビ和歌山
- FM…FMとくしま、FM高知、FM香川、Kiss FM、FM大阪、FM802
- AM…四国 JRT、高知 RKC、南海 RNB、西日本 RNC、関西 CRK、ABC 朝日、エムラジ MBS、大阪 OBC

#### 香川版
最終面
- 地上波フルサイズ…岡山版と同一
- 地上波ハーフサイズ…サンテレビ、読売テレビ

中面
- 地上波ハーフサイズ…MBSテレビ、ABCテレビ、カンテレ、南海テレビ
- FM…FM香川、FM岡山、FM愛媛、FMとくしま、Kiss FM、FM大阪
- AM…西日本 RNC、RSK 山陽、RCC 中国、南海 RNB、四国 JRT、関西 CRK、ABC 朝日、エムラジ MBS

#### 愛媛版
最終面
- 地上波フルサイズ…NHKテレビ、NHK Eテレ、南海テレビ、愛媛朝日、あいテレビ、テレビ愛媛
- 地上波ハーフサイズ…TSCテレビせとうち、広島テレビ、RCCテレビ、広島ホームテレビ

中面
- 地上波ハーフサイズ…テレビ新広島、西日本テレビ、瀬戸内海テレビ、RSKテレビ
- FM…FM愛媛、広島FM、FM香川、FM高知、FMとくしま、FM岡山
- AM…南海 RNB、RCC 中国、RSK 山陽、西日本 RNC、関西 CRK、ABC 朝日、エムラジ MBS、大分 OBS

#### 高知版
最終面
- 地上波フルサイズ…NHKテレビ、NHK Eテレ、高知放送テレビ、テレビ高知、さんさんテレビ、四国テレビ
- 地上波ハーフサイズ…ABCテレビ、読売テレビ、MBSテレビ、カンテレ

中面
テレビ・ラジオ共、徳島版と同一（高知・徳島）

#### 各版共通
最終面
- BS 1/3サイズ…NHK BS、BS日テレ、BS朝日、BS-TBS、BSテレ東、BSフジ、BS11 イレブン、BS12 トゥエルビ、BS10

※2017年4月1日付朝刊から、長年にわたり最終面に掲載されてきたWOWOWプライム（旧WOWOW）が中面での掲載に移行し、それに変わってBS11 イレブンが中面から移動した。
※2025年6月30日を以って、BS松竹東急の掲載が終了。代わって、BS10が中面から最終面に移動した（尚、後継のJCOM BSは最終面、中面とも非掲載）
中面
- 地上波1/4サイズ…NHK Eテレ サブ
- BS…NHK BSプレミアム4K、NHK 8K、民放系 4K、WOWOWプライム、同ライブ、同シネマ、BSよしもと、J SPORTS1、同2、同3、同4、WOWOWプラス、ディズニー・チャンネル、BSアニマックス、BS10スターチャンネル、日本映画専門チャンネル、放送大学テレビ、同BSラジオ
- CS…チャンネルNECO、時代劇専門チャンネル、LaLaTV、日テレジータス、日テレプラス、日テレNEWS24（その隣にこれらのチャンネルがスカパー!、ケーブルテレビで視聴できる旨のお知らせと、その問い合わせ電話番号を記載している。なお東日本<北陸除く>の各本社・支社では極小サイズで収録されており一部省略されている日テレNEWS24も、他の2つと同じサイズで収録され、より詳細な番組内容が掲載されている）
- AM…NHK第1、NHK第2
- FM…NHK-FM
- 短波…NIKKEI

### 夕刊
最終面
- 地上波フルサイズ…NHKテレビ、NHK Eテレ、MBSテレビ、ABCテレビ、カンテレ、読売テレビ、テレビ大阪
- 地上波1/3サイズ…サンテレビ、京都テレビ、奈良テレビ、びわ湖放送
- 地上波極小サイズ2列…テレビ和歌山（奈良・びわ湖の下）

かつては阪神間向けはハーフサイズでサン・京都（早版はこれらは1/3で収録し、この下に同サイズでRSKテレビ・西日本テレビ）、京滋向けは京都をテレビ大阪の箇所にフル、その隣1/3でびわ湖・テレビ大阪（上段）・奈良・サン（下段）と収録する局が変わっていたが、2024年にレイアウトが変更された。
中面
- BS・CS1/3サイズ…NHK BS、BS日テレ、BS朝日、BS-TBS、BSテレ東、BSフジ、WOWOWプライム、スターチャンネル、BS11 イレブン、BS12 トゥエルビ、NHK BSプレミアム4K、日テレジータス、日テレプラス
- FM…NHK-FM、FM大阪、FM802、Kiss FM、α-Station、e-radio、FM COCOLO
- AM…NHK第1、NHK第2、関西 CRK、ABC 朝日、エムラジ MBS、大阪 OBC、京都 KBS、和歌山 WBS

### 週間番組表
※毎週日曜日、日曜版『よみほっと』の5〜7面に、翌日月曜日〜翌週日曜日までの番組表を掲載。5面は各版共通、6、7面は各地域の地上波やNHK BS等。

#### 各版共通
- BS 1/4サイズ…BS日テレ、BS朝日、BS-TBS、BSテレ東、BSフジ、WOWOWライブ、WOWOWシネマ、BS11 イレブン、BS12 トゥエルビ、NHK BSプレミアム4K

#### 大阪・阪神版
- ハーフサイズ…NHKテレビ、NHK Eテレ、MBSテレビ、ABCテレビ、カンテレ、読売テレビ、テレビ大阪、NHK BS
- 1/4サイズ…サンテレビ、京都テレビ、日テレジータス、WOWOWプライム

## 発行状況
- 夕刊（セット版）のある地区は近畿2府4県のみ。三重県伊賀を含むそれ以外の大阪管轄地区は朝刊（統合版）のみの発行。なお近畿2府4県でも近畿北部をはじめ山間部や離島など京阪神から離れている地域の場合、統合版での販売となる地区もある。また、統合版のみ発行の岡山県ではJR岡山駅のキヨスクで夕刊の早版（主に3版・または3版●と呼ばれる、神戸・京都市街地とその周辺向けに宅配されたものと同じ内容）が販売されている。

- なお、夕刊は創刊当初から1993年11月まで、東京本社（北海道支社・北陸支社含む。中部本社（現中部支社）は当初から夕刊なし）で発行される分にあった灰色縦じまのスクリーントーンが大阪と西部ではかけておらず、朝刊と同じ無地であったが、1993年12月の紙面刷新以後、夜空をイメージした青紫色縦じまのトーンが貼られるようになった。2008年に全国的な紙面刷新で題字へのスクリーントーンは廃止となったが、その名残で現在も発行所を記す箇所にトーンが貼られている（朝刊の同箇所は黄土色のトーンが着色されている）。
- 版建ては朝刊では13版、13版●、13版S（セット）、13版S●、14版（最終版）と、夕刊では3版、3版●、4版（最終版）とそれぞれ続いている。最終版の配布エリアは大阪府大阪市、堺市、高石市、東大阪市、八尾市、豊中市、吹田市、摂津市、茨木市、守口市及び門真市、京都府京都市の一部、兵庫県尼崎市全域と神戸市、西宮市、宝塚市、伊丹市及び芦屋市の一部地域。かつては朝刊早版は12版（22時締め切り）で発行されていたが、2009年に印刷工場の分散化と新聞輸送のスピードアップに伴い、12版は廃止され、13版（旧13版新）からの発行に変更された。
- 三重県の伊賀地域（伊賀市・名張市）では、中部読売新聞（現・読売新聞中部支社　東京本社直轄）が1975年の創刊から発売されていたが、伊賀地域は京阪神の通勤圏域であり、関西のニュースを求める声が多いことや、他の全国紙が大阪本社の管轄でもあることから、中部読売が1988年6月1日に「讀賣新聞」に題号を変更した時に大阪本社の管轄に変更された（読売本体では東京の管轄であった）。なお、熊野市など東紀州地域では、朝日・毎日は大阪本社の管轄で、読売だけ現在も中部支社の管轄であるが、三重県南牟婁郡紀宝町の一部では中部支社版と大阪本社版が併売されている。
- 福井県では、大阪読売が創刊される前は東京本社の管轄だった。富山県・石川県を含む北陸地方3県では、戦前から東京の読売新聞が発売されていたが、福井県が関西に近いことから福井県のみ大阪の管轄に加えた。富山県・石川県は1961年に東京本社の出先機関として正力松太郎の出身地に近い富山県高岡市に北陸支社を設置し、高岡市での現地印刷を開始した。
- 大阪本社版は、東京本社版などと比べると、スポーツ面で地元球団である阪神タイガース（場合によってはオリックス・バファローズも同）の記事の比重が大きめになっている（ただし自社製作能力が弱いスポーツ報知関西版はまだ読売ジャイアンツびいきの姿勢が強い）。余談ではあるが近年の西部本社版でも福岡ソフトバンクホークスの扱いが大きくなりつつある。

## ニュース番組制作
- テレビ番組　『読売新聞ニュース』（夕刊版）
  - 同番組は元々は東京本社が日本テレビ放送網と読売映画社（のちに「読売映像」を経て現・イカロス）に委託制作していたものを日テレと同時ネット（17時から17時10分。関西ではこれとは別にテレビ和歌山でも同じ内容を17時50分から18時に時差放送＝実質再放映）していたが、1982年4月改編において、ローカルニュースワイド枠を18時台[注 4]に移したことなどの都合から、放送時間を繰り上げて16:45-16:55→のちに15:50-16:00[注 5]→15:48-15:53となった際、大阪本社が読売テレビに制作委託をした企画ネット番組として、独自の内容を2000年9月の終了[注 6]まで続けた。番組は夕刊に掲載された全国ニュース、関西のローカルニュースを読売テレビのアナウンサーが原稿を読み、それについて読売新聞大阪本社の編集委員が解説を加えるというものだった。
  - 大阪本社独自の企画ネット版に移行した理由としては、東京版の全国放送は東京中心の内容であり、なじみが薄いことから、関西の地域密着型のニュースを提供する狙いがあり、東京本社版（全国放送用）のオープニングタイトルも、新聞休刊日明けの「読売新聞ニュース・テレビ朝刊」（1997年3月終了）以外で見ることは事実上できなかった。[5]
  - なお、大阪本社管轄のそれ以外の地域では日本海テレビジョン放送、広島テレビ放送など、いづれも夕刊の発行がない統合版地域に当たる数局でも夕刊版のニュースをネットしていたが、大阪本社版の企画ネットではなく、日本テレビからの東京版の内容をそのままネットして放送しており、企画ネット版は完全な関西ローカル放送であった。

## 大阪読売出身のジャーナリスト
- 黒田清（故人。社会面に大阪独自のコラム『窓』を長きにわたって執筆）
- 大谷昭宏（黒田の弟子。“黒田軍団”の一員）
- 白石喜和（社会部記者、社会部長、編集局次長、取締役事業局長、読売ゴルフ代表取締役社長などを歴任。）

## 著書
- 長期連載ノンフィクション小説「戦争」　1975年7月3日より（掲載終了日未詳）掲載された。同社社会部記者が当事者へのインタビューを通して戦争について考える小説で、のちに単行本（「新聞記者が語り継ぐ戦争」シリーズとして、書籍版は新風書房、文庫版は角川文庫より発売）にもなった。1985年度「第33回菊池寛賞」受賞作品[6]

## 大阪読売サービス
読売新聞大阪本社100%出資の企業として大阪読売サービス株式会社があり、地域版のレイアウトや新聞製作の校閲作業、大阪よみうり文化センターの運営、美術展の図録作りなどの事業を行っている。